# Calidad de experiencia
La calidad de experiencia (QoE, Quality of Experience) se define como la aceptabilidad global de una aplicación o servicio, tal y como se percibe subjetivamente por el usuario final. Incluye la totalidad de efectos del sistema extremo a extremo (cliente, terminal, red, servicios de infraestructura…) y puede verse influenciada por las expectativas de los usuarios y el contexto. Esto tiene como consecuencia que la QoE se mida subjetivamente y pueda diferir de un usuario a otro. La calidad de la experiencia (QoE) para contenidos multimedia como IPTV también se encuentra definida por la organización de estándares de la industria ETSI TISPAN (European Telecommunications Standards Institute Telecommunications and Internet converged Services and Protocols for Advanced Networking) en su norma TR 102 479, como la experiencia que tiene el usuario al momento de hacer uso de servicios de comunicaciones o  de aplicaciones proporcionadas por los CSP (Communication Service Provider), describiendo cómo le parece el servicio y si este satisface sus expectativas. La anterior definición deja ver un poco la naturaleza subjetiva de la QoE ya que en ella se tienen en cuenta muchos factores diferentes a los relacionados con la QoS, algunos de estos son; el precio del servicio, el ambiente de visualización, nivel de estrés de los usuarios entre otros.

## Relación entre QoS y QoE

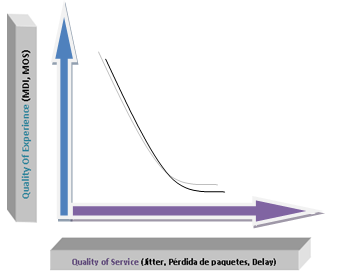
QoS Vs QoE

A pesar de que los términos QoE (Calidad de la Experiencia) y QoS (Calidad de Servicio) venían siendo usados de manera indiferente, debe quedar claro que en la actualidad estos dos conceptos se encuentran separados. QoE es la visión que los usuarios tienen sobre el rendimiento del sistema, la calidad de la experiencia es una medida del rendimiento de los niveles de servicio del sistema IPTV bajo la perspectiva del usuario e indica la manera a través de la cual el sistema puede conocer la opinión del usuario sobre la calidad de los contenidos.
Un mecanismo que sirve como métrica para medir la QoE en IPTV es el MOS (Mean Opinion Score), el cual proporciona una medida subjetiva que cuantifica el impacto que tiene en el usuario la presencia de fallos en el servicio, estas fallos pueden ser determinados por otras métricas de QoE como la duración de los fallos en el servicio, errores por segundo, y segundos sin disponibilidad del servicio.
El concepto de QoS por su parte hace referencia al rendimiento y al trato que se le da a los paquetes IP a medida que atraviesan los equipos de la red. La calidad de servicio habilita tecnologías que permiten administrar los efectos que tiene el fenómeno de la congestión sobre el rendimiento de las aplicaciones y servicios, para esto se hace uso de servicios integrados y servicios diferenciados que trabajan sobre los diferentes flujos de datos o sobre usuarios, como factor de métrica a nivel de capa de red, la QoS mide la cantidad de paquetes perdidos, el retraso y la variación del mismo (Jitter). 
La imagen a la derecha permite observar una relación no lineal que se presenta entre un factor subjetivo de métrica para QoE en este caso MOS, y los factores objetivos del rendimiento de la red como pérdida de paquetes, disponibilidad, retraso, etc.

## Factores que influyen en la calidad de la experiencia QoE

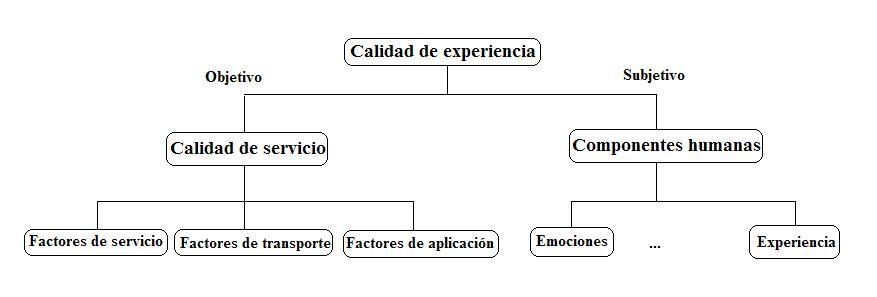
Factores de la calidad de experiencia.

El primer paso para medir la calidad de la experiencia QoE es descubrir e identificar los factores que hacen posible la misma. Por su naturaleza subjetiva IPTV reúne muchos factores que de acuerdo a la opinión del usuario generan una buena calidad de la experiencia, a continuación se mencionan algunos de ellos.;
* Calidad de los contenidos (Audio y Video): Este factor hace referencia a la percepción que tienen los usuarios sobre la calidad de los contenidos multimedia.
* Confiabilidad: Este aspecto determina el nivel de disponibilidad y estabilidad del servicio de IPTV.
* Cambio de canales: Un factor común en los sistemas televisivos,  permite observar si los canales son cambiados rápida y correctamente.
* Seguridad: Este factor indica el nivel de seguridad de los datos de los usuarios en un sistema IPTV, y si estos podrían sufrir algún tipo de ataque contra sus infraestructura o información personal.
* Escalabilidad: Indica si el sistema IPTV puede soportar un crecimiento masivo de usuarios, y cuál es su rendimiento cuando el número de conexiones simultáneas es grande.
* Precio y Contenido: Es un factor difícil de cuantificar y no existen dispositivos que permitan medirlo, pero sin duda la presencia de un precio razonable para el usuario puede mejorar la valoración de la QoE de los servicios IPTV ofrecidos.
* Facilidad de Uso: Determina si los dispositivos de IPTV son difíciles de manipular para el usuario, por ejemplo si el uso del control remoto es complicado.

## Asegurar un nivel Óptimo de QoE en IPTV
Los fabricantes, investigadores y miembros de grupos de estandarización para IPTV, recomiendan seguir los siguientes pasos para garantizar de cierta forma un nivel adecuado de QoE en sistemas de televisión sobre el protocolo IP:
1. Primer Paso: Entender los factores que influyen en la calidad de la experiencia en un sistema IPTV, y conocer qué equipos y tecnologías que mejoran la QoE son ofrecidos en el mercado.
2. Segundo Paso: Este paso plantea el despliegue de escenarios de laboratorio donde se puedan realizar pruebas que faciliten la asimilación de los factores subjetivos de QoE, permitiendo definir métricas que ayuden a medir el rendimiento del sistema.
3. Tercer Paso: Redactar un plan de pruebas en donde se seleccionen los mejores mecanismos para medir la calidad de la experiencia en IPTV.
4. Cuarto Paso: este paso propone analizar los resultados de las pruebas realizadas en los puntos anteriores, buscando adaptar los equipos a las necesidades de calidad de los usuarios mediante un proceso de mejora continuo.

## Sistemas de medición de QoE en IPTV.
Determinar la calidad de la experiencia en sistemas basados en vídeo, puede hacerse de tres sistemas o tipos de medidas.:
Medidas Subjetivas: La calidad de experiencia (QoE) es medida a menudo mediante tests subjetivos controlados cuidadosamente en los que se reproducen muestras de vídeo a espectadores, a quienes se les pide que las puntúen en una escala. Las calificaciones asignadas por cada espectador son promediadas para así obtener la puntuación de opinión media (MOS, Mean Opinion Score).El hecho que la calidad de experiencia sea dinámica y que la mayoría de factores situacionales no sean deterministas implica que la QoE haya de ser medida por unidad de tiempo durante todo el tiempo de duración del servicio. Por ejemplo, si un usuario se ha suscrito a un servicio de IPTV que ofrece en alta definición un evento de importancia y la QoE durante tres cuartas partes del tiempo ha sido muy alta pero baja durante la última cuarta parte, la QoE global por parte del usuario será muy baja. Las medidas subjetivas de QoE se realizan en entornos donde participan grupos de personas, las cuales realizan un conjunto de pasos como los que se listan a continuación:
1. Elegir las secuencias de vídeo a evaluar.
2. Evaluación y calificación numérica por parte de los observadores.
3. Depuración de los observadores por fallos en el proceso.
4. Cálculo de la calidad subjetiva media, mediante el análisis estadístico de los resultados encontrados por los observadores, este valor es conocido como MOS (Mean Opinion Scale).

Medidas Objetivas: Las medidas objetivas de la ejecución de servicios como la pérdida de información y el retardo contribuyen a la QoE. Estas medidas objetivas juntamente con componentes humanas como las emociones, la actitud, la motivación… determinan la aceptabilidad global del usuario final. Estos factores están organizados en dos categorías: los relacionados con la calidad de servicio (QoS, Quality of Service) y aquellos que pueden ser clasificados como componentes humanas. Los mecanismos de QoS permiten el establecimiento de estrategias de administración de cola que implementan prioridades para las diferentes clasificaciones de los datos de aplicación. Sin el diseño y la implementación correctos de los mecanismos de QoS, los paquetes de datos se descartan sin considerar las características de la aplicación ni la prioridad. Para realizar estas mediciones habitualmente se utilizan sistemas electrónicos, los cuales están basados en algoritmos y fórmulas matemáticas que miden la QoE en sistemas de IPTV, algunas de las técnicas que estos equipos electrónicos implementan son:
- Técnicas basadas en modelos de percepción humana de vídeo.
- Técnicas basadas en parámetros que indican el grado de deterioro de la red.
- Técnicas basadas en el tiempo del deterioro de la señal de vídeo.
- Técnicas basadas en los parámetros de las señales de vídeo.

Gracias a la implementación de las técnicas anteriormente mencionadas se han logrado desarrollar los siguientes mecanismos de medición objetivos de QoE En IPTV:
PSNR (Peak Signal to Noise ratio): Calcula el valor cuadrático medio de la diferencia entre el vídeo original y los frames recibidos.
MQPM (Moving Pictures Quality Metric): Replica la experiencia de un observador humano y las tasas de envío del stream IPTV en una escala de 1 a 5.
MDI (Media Delivery Index): Estandarizada en el RFC 4445 en abril del 2006, MDI es definida como una herramienta de diagnóstico que indica la calidad del vídeo entregado mediante sistemas multimedia como IPTV, permitiendo obtener mediciones exactas del Jitter y retardo en la capa de red, donde se ubica la problemática de la pérdida de calidad en la señal de vídeo. Las medidas del MDI son acumulativas a través de la red y pueden ser medidas desde cualquier punto entre los proveedores de contenidos y los receptores de televisión (conocidos como “Set Top Box”). Los resultados de la medición de MDI se observan en dos valores Delay Factor (DF) y Media Loss Rate (MLR).
Medidas Indirectas: Haciendo usos de la relación QoS y QoE, se hacen mediciones de parámetros que indican la presencia de fallos en la red, y que deterioran la percepción de la calidad del vídeo. (pérdidas de paquetes, retraso, Jitter, etc.) Un mecanismo que usa este tipo de medidas es el PSQA - Pseudo-Subjective Quality Assessment.